# 三宅式記銘力検査
三宅式記銘力検査（みやけしききめいりょくけんさ）とは記憶の形成、保持、再生と注意機能を評価する検査である。原法は1923年三宅鉱一らによって開発された。東大脳研式記銘力検査とも呼ばれる。

## 手順
「タバコとマッチ」、「船と港」のように関連のある2単語を10対と、全く関連のない2単語10対記銘させ、キーワードに続いて対語を再生させることを3回繰り返す。

## 信頼性
健常者の平均値は有関係対語で、第1施行8.5、第2施行9.8、第3施行10であり、無関係対語では第1施行4.5、第2施行7.6、第3施行8.5である。